# Wolfgang Helbig
Wolfgang Helbig (Dresda, 2 febbraio 1839 – Roma, 6 ottobre 1915) è stato un archeologo tedesco.

## Vita
Studiò filologia classica e archeologia all'Università di Göttingen tra il  1856 e il 1861.
Realizzò viaggi in Italia, Francia, Grecia, Russia e Nordafrica.
Nel 1887 Helbig presentò per la prima volta la fibula prenestina all'Istituto Archeologico Germanico di Roma, della cui autenticità fin da subito si sospettò da parte di alcuni (fra i più illustri, l'archeologa e epigrafista Margherita Guarducci), sia per l'assenza di documentazione certa sul luogo del ritrovamento, sia per anomalie epigrafiche, sia per via della familiarità di Helbig con l'abile antiquario e falsario Francesco Martinetti. Nel 2011 un'analisi chimico-strutturale ne ha fortemente supportato l'autenticità.